# ОШ „Боривоје Ж. Милојевић” Крупањ
ОШ „Боривоје Ж. Милојевић” у Крупњу наставља постојање прве школе основане 1837. године. Од 1. октобра 1993. године школа носи име Боривоја Ж. Милојевића (1885—1967), српског географа, професора Београдског универзитета и академика САНУ.
Прва школа у Крупњу била је смештена у приватној кући, похађало је 21 ученик из свих села Рађевине. Први помен о зидању школе у Крупњу налазио се у Акту окружног начелства Попечитељству просвете од 7. новембра 1858. године.
Непосредно после Другог светског рата, 1946/1947. године, као највећи и најлепши објекат у Крупњу. За постигнуте резултате у образовању школа је 1968. године добила значајно републичко признање, Награду „25. мај”.
Данас у склопу школе се налази једанаест издвојених одељења, од тога три осмогодишње и осам четворогодишње школе.